# Font de Gramenet
La Font de Gramenet és una font del terme municipal d'Isona i Conca Dellà, en territori de l'antic municipi de Benavent de Tremp.
Està situada a 820 m d'altitud al nord-est de l'antic poble de Gramenet i al sud-est de Covet.